# Монтегю, Эдвард, 2-й граф Сэндвич
Эдвард Монтегю, 2-й граф Сэндвич (англ. Edward Montagu, 2th Earl of Sandwich; 3 января 1647 — 29 ноября 1688) — английский аристократ и политик.

## Происхождение и образование
Родился 3 января 1647 года в Хинчинбруке, Хантингдоншир, Англия. Старший сын Эдвард Монтегю, 1-го графа Сэндвича (1625—1672), и достопочтенной Джемаймы Крю (1625—1674).
Его отец был единственным выжившим сыном и наследником сэра Сиднея Монтегю из Хинчингбрука (ок. 1572—1644), и его первой жены, Полин Пепис (третьей дочери Джона Пеписа из Коттенема). Дед Монтегю был младшим братом Генри Монтегю, 1-го графа Манчестера (1563—1642). Его бабушкой и дедушкой по материнской линии были Джон Крю, 1-й барон Крю (1598—1679), и Джемайма Уолдегрейв (дочь Джоан и Эдварда Уолдегрейв из Лоуфорд-холла).
Он получил образование в основном в Париже, где жил со своим кузеном Уолтером Монтегю, хотя говорят, что он «не был большим ученым». После того, как отец Монтегю был возведен в пэрство как граф Сэндвич в 1660 году, Эдвард Монтегю носил титул учтивости — виконта Хинчингбрука до своего наследования графского титула в 1672 году. С 1661 по 1664 год он путешествовал по Франции, а с 1664 по 1665 год — по Италии.

## Карьера
Эдвард Монтегю заседал в Палате общин Англии от Дувра (1670—1672), заседал в парламенте вместе со своим родственником Джорджем Монтегю (1622—1681), сыном Генри Монтегю, 1-го графа Манчестера. После того, как он покинул Палату общин Англии, его место занял сэр Эдвард Спрэгг.
28 мая 1672 года после смерти своего отца Эдвард Монтегю унаследовал титулы 2-го графа Сэндвича из графства Кент (Пэрство Англии), 2-го виконта Хинчингбрука в графстве Хантингдоншир (Пэрство Англии) и 2-го барона Монтегю из Сент-Неотса в графстве Хантингдоншир (Пэрство Англии), став членом Палаты лордов.
В 1681 году Эдвард Монтегю должен был быть назначен лордом-лейтенантом Хантингдоншира по возвращении из-за границы, но он так и не занял эту должность, которую последовательно занимали Роберт Брюс, 1-й граф Эйлсбери, и Томас Брюс, 2-й граф Эйлсбери. 1-й граф Эйлсбери также исполнял за него, таким же образом, должность лорда-лейтенанта Кембриджшира в 1685 году, но назначение было отменено после смерти Эйлсбери в том же году.

## Личная жизнь
Виконт Хинчингбрук был помолвлен с Элизабет Малет (1651—1681), дочерью Джона Маллета из поместья Энмор и наследницей его огромного состояния. Помолвка была расторгнута по её просьбе: позже она вышла замуж за Джона Уилмота, 2-го графа Рочестера. Говорили, что она нашла Эдуарда «неинтересным». Историки отмечали, что она, вероятно, нашла гораздо больше волнения, чем могла бы желать, с лордом Рочестером, который был, вероятно, самым развратным повесой своей эпохи.

## Брак и дети
В январе 1667 года Эдвард Монтегю женился на леди Энн Бойл (? — 14 сентября 1671), дочери Ричарда Бойла, 2-го графа Корка, и леди Элизабет Клиффорд (1613—1690/1691), по праву баронессы Клиффорд, как единственная дочь Генри Клиффорда, 5-го графа Камберленда . У супругов было трое детей:
- Эдвард Монтегю, 3-й граф Сэндвич (10 апреля 1670 — 20 октября 1729), старший сын и преемник отца. В 1689 году он женился на леди Элизабет Уилмот, дочери графа Рочестера[4][8].
- Достопочтенный Ричард Монтегю (1671 — 19 апреля 1697), который стал членом Палаты общин от Хантингдона[4].
- Достопочтенная Элизабет Монтегю, умерла незамужней[4].

Его жена, леди Энн, умерла в 1671 году. Лорд Сэндвич умер 29 ноября 1688 года. Их старший Эдвард, унаследовавший графство, как правило, считается безумным. Нет никаких доказательств того, что это состояние было наследственным, хотя первый граф, похоже, страдал от депрессии в последние годы своей жизни.